# Johann Baptist Krebs

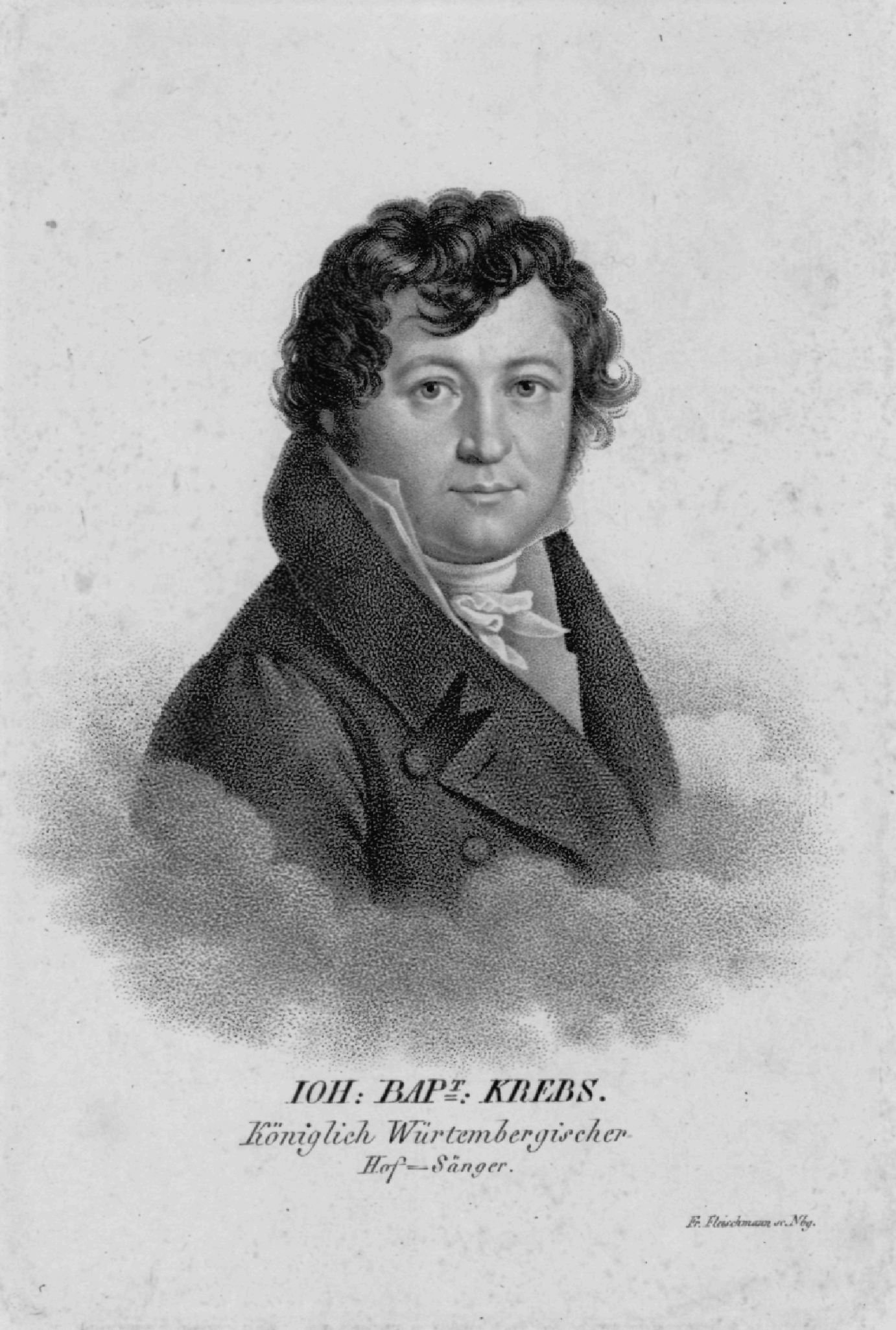
Johann Baptist Krebs (Kupferstich von Friedrich Fleischmann (1791–1834))

Johann Baptist Krebs, Pseudonyme Johann Baptist Kerning und J. M. Gneiding, (geboren 12. April 1774 in Überauchen; gestorben 2. Oktober 1851 in Stuttgart) war ein deutscher Opernsänger (Tenor), Opernregisseur, Gesangspädagoge, Freimaurer und esoterischer Schriftsteller.

## Leben
Krebs war zweites von acht Kindern der Tagelöhner Johann und Maria Viktoria Krebs. Er besuchte das Gymnasium der Benediktiner in Villingen und ab 1790 das Jesuitenkolleg in Konstanz. Als junger Mann wirkte er gelegentlich bei Aufführungen im Fürstlich Fürstenbergischen Hoftheater in Donaueschingen mit. Er wurde für den geistlichen Stand bestimmt und zum Studium der katholischen Theologie nach Konstanz geschickt. Dieses beendete er in Freiburg im Breisgau. Von 1795 bis 1823 war er Mitglied der Württembergischen Hofoper in Stuttgart. Er trat auch als Librettist einiger Opern hervor und verfasste unter anderem den Text zu dem im Mai 1819 in Leipzig uraufgeführten Oratorium Tod Abels von Konrad Kocher.  In Stuttgart arbeitete er ab 1823 bis 1849 auch als Regisseur und Gesangspädagoge.
Zu Krebs’ Namenstag komponierte Carl Maria von Weber 1808 oder 1809 die (verschollene) Burleske „Antonius“. Krebs war der Adoptivvater des Musikers Karl August Krebs.

## Krebs und die Freimaurerei
Heute ist Krebs vor allem als Verfasser esoterischer und freimaurerischer Schriften bekannt, die er unter dem Pseudonym Johann Baptist Kerning publizierte. Er versuchte das Wesen der Freimaurerei auf mystischem Wege zu ergründen. Letztendliches Ziel der Freimaurerei ist nach ihm die „Erkenntnis und Wiederbelebung einer prophetischen Kraft im Menschen“. Am 12. August 1820 wurde er von der Berliner  Johannisloge zum Widder in den Grad eines Ritter-Lehrlings erhoben. Er empfing diesen Grad in Berlin, da in seiner Heimatstadt Stuttgart die Freimaurerei damals verboten war. Nach Aufhebung des Verbots wurde Kerning der Gründer und langjährige Meister vom Stuhl der Stuttgarter Johannisloge „Wilhelm zur aufgehenden Sonne“.
Krebs entwickelte eine auf Konsonanten und Vokalen basierende Form yogischer Praktik, die von seinem Schüler und Nachfolger Karl Kolb in „Die Wiedergeburt, das innere Wahrhaftige Leben“ (teilweise auch unter dem Titel „Das Buchstabenbuch“) publiziert wurde. Diese Übungen, die in den Füßen beginnend auf das konzentrierte Denken und Fühlen von Lauten ausgerichtet waren, wurden von Karl Weinfurter aufgegriffen und weiterentwickelt. In die freimaurerischen Rituale ging diese Praktik als ein von Krebs geschaffener „Sabbithengrad“ ein.
Krebs war seinerzeit vor allem unter seinem schriftstellerischen Pseudonym bekannt. Eine Fülle von erhaltenen Logenzertifikaten aus Deutschland und der Schweiz belegen das freimaurerische Leben von Krebs. Daraus geht hervor, in welchem Umfang sein Anliegen in freimaurerischen Kreisen zwischen 1820 und 1850 gewürdigt worden ist. Er wurde u. a. von Logen in Frankfurt, Erlangen, Fürth, Bayreuth, Mannheim, Ulm, Basel, Berlin, Frankenthal und Worms geehrt. Durch seine Tätigkeit an der Oper hatte er besonderen Einfluss in künstlerischen Kreisen, die durch ihn Zugang zur Maurerei fanden.
Zu Krebs (Kernings) Schülern gehörten u. a. Carl Graf zu Leiningen-Billigheim und Friedrich Eckstein, die die Wiener Loge der Theosophischen Gesellschaft leiteten, die aber auch freimaurerische Arbeiten „in der Art Kernings“ praktizierten. Die christlichen Mystiker Alois Mailänder und Nikolaus Gabele benutzten seine Schriften, um ihre Schüler vorzubereiten. Auch der Arzt und Schriftsteller Dr. Gustav Widenmann (1812–1876), der 1851 ein bedeutendes und philosophisch fundiertes Buch über die Idee der Wiederverkörperung veröffentlichte, bekannte, ein Schüler 'Kernings’ zu sein.
Der Schriftsteller Gustav Meyrink, dessen „okkulte“ Romane bekannt sind, soll von Eckstein angeregt, die Kerning’schen Übungen einige Jahre lang praktiziert haben, äußerte sich aber im Nachhinein negativ über deren Wert, betrachtete sogar ein Rückensmarksleiden als Folge dieser Übungen.
Welch große Ausstrahlung das vertiefende Wirken Kernings in freimaurerischen Kreisen gehabt hat, wird durch eine Fülle von Ehrenurkunden vor allem deutscher Logen bezeugt.

## Schriften
- Die Missionäre oder der Weg zum Lehramte des Christenthums. Dresden 1844.
- Christenthum oder Gott und Natur nur Eins durch das Wort, Dresden: Bromme 1844 (Digitalisat)
- Geschichtlicher Überblick der Freimaurerei in ihrer wesentlichen Beziehung auf die Geschichte der Menschheit. Stuttgart den 21. Juni 5840. Stuttgart 1840. Nachdruck: Faksimile-Press, Stuttgart 1993
- Briefe über die königliche Kunst. Hrsg. von Gottfried Buchner. Lorch o. J.
- Der Student. Lorch 1911
- Wege zur Unsterblichkeit auf unleugbare Kräfte der menschlichen Natur gegründet. Lorch 1936